# ウェッジ和
位相空間論や位相幾何学においてウェッジ和 (wedge sum) は位相空間の族の「一点和」である．具体的には，X と Y が基点付き空間（すなわち区別された基点 x0 および y0 をもつ位相空間）であるとき，X と Y のウェッジ和は X と Y の直和において x0 ∼ y0 と同一視した商空間である：
{\displaystyle X\vee Y=(X\amalg Y)\;/{\sim },\,}
ただし ∼ は関係 {(x0, y0)} を含む最小の同値関係である．
より一般に，(Xi)i ∈ I を基点 {pi} を持つ基点付き空間の族とする．この族のウェッジ和は次で与えられる：
{\displaystyle \bigvee _{i}X_{i}=\coprod _{i}X_{i}\;/{\sim },\,}
ただし ∼ は同値関係 {(pi, pj) | i, j ∈ I} である．言い換えると，ウェッジ和は一点で複数の空間を貼り合わせたものである．この定義は，空間 Xi たちが等質でない限り，基点 pi の取り方に依存する．
ウェッジ和は再び基点付き空間であり，この二項演算は（同相の違いを除いて）結合的かつ可換である．
ウェッジ和はウェッジ積と呼ばれることがあるが，外積のそれとは異なる．

## 例
2つの円のウェッジ和は8の字空間に同相である．n 個の円のウェッジ和はしばしば円のブーケと呼ばれ，球面のウェッジ和はしばしば球面のブーケと呼ばれる．
ホモトピー論においてよくある構成は n 次元球面 Sn の赤道上の点をすべて同一視することである．そのようにして得られるものは2つの球面のコピーを赤道だった点でつなげたものである：
{\displaystyle S^{n}/{\sim }=S^{n}\vee S^{n}.}
Ψ を赤道を一点に同一視する写像 {\displaystyle \Psi \colon S^{n}\to S^{n}\vee S^{n}} とする．すると，空間 X の基点 x0 における n 次元ホモトピー群 πn(X, x0) の2つの元 f, g の和は f と g の Ψ との合成と理解できる：
{\displaystyle f+g=(f\vee g)\circ \Psi .}
ここで，f: Sn → X と g: Sn → Y は Sn の基点 s0 をそれぞれ X と Y の基点に写す写像である．上で定義された2つの写像のウェッジ和は，f(s0) = g(s0) = x0 がウェッジ和において同一視される点であることから可能であることに注意．

## 圏論的記述
ウェッジ和は基点付き空間の圏における余積と理解できる．あるいは，ウェッジ和は位相空間の圏における図式 X ← {•} → Y の押し出しと見ることもできる（ただし {•} は一点空間）．

## 性質
ファン・カンペンの定理は，2つの空間 X と Y のウェッジ和の基本群がどのような条件下で X と Y の基本群の自由積であるかの条件（CW複体のように素性の良い空間は通常満たす）を与える．